# 松浦晧
松浦 皓（まつら ひかる）は、江戸時代後期の大名。肥前国平戸新田藩の第8代藩主。平戸藩第9代藩主・松浦清の四男。

## 略歴
文化11年（1814年）、先代藩主の良が嗣子なくして早世したため、文化12年（1815年）1月に跡を継いだ。文政2年（1819年）、従五位下・大和守に叙任した。嘉永3年（1850年）8月、家督を次男脩に譲って隠居し、安政3年（1856年）7月3日に53歳で死去した。

## 系譜
父母
- 松浦清（実父）
- 松浦良（養父）

正室
- 柳沢保光の娘

子女
- 松浦脩（次男）
- 柳沢泰孝正室
- 松浦詮正室